# Eleição municipal de Erechim em 2000
A eleição municipal em Erechim em 2000 decorreu em 1º de outubro para eleger um prefeito, um vice-prefeito e vinte e um vereadores, sem a possibilidade de um segundo turno. Os mandatos dos candidatos eleitos nesta eleição duraram ente 1º de janeiro de 2001 a 1º de janeiro de 2005.
O candidato Elói Zanella, do PPB, foi eleito com mais de 43% dos votos, superando aos adversários Luiz Francisco Schmidt, do PDT - que era o atual prefeito, e Waldomiro Fioravante, do PT.

## Resultados

### Prefeito
| Candidato(a)                 | Vice                       | 1º turno 1º de outubro de 2000 | 1º turno 1º de outubro de 2000 |
| Candidato(a)                 | Vice                       | Total                          | Percentagem                    |
| ---------------------------- | -------------------------- | ------------------------------ | ------------------------------ |
| Elói Zanella (PPB)           | Luiz Antônio Tirello (PTB) | 21.396                         | 43,18%                         |
| Luiz Francisco Schmidt (PPS) | Antônio Dexheimer (PMDB)   | 18.661                         | 37,66%                         |
| Waldomiro Fioravante (PT)    |                            | 9.489                          | 19,15%                         |
| Total de votos válidos       | Total de votos válidos     | 49.546                         | 95,11%                         |
| → Votos em branco            | → Votos em branco          | 649                            | 1,25%                          |
| → Votos nulos                | → Votos nulos              | 1.896                          | 3,64%                          |
| Total                        | Total                      | 52.091                         | 89,02%                         |
| Abstenções                   | Abstenções                 | 6.425                          | 10,98%                         |
| Total de inscritos           | Total de inscritos         | 58.516                         | 100%                           |

### Vereadores eleitos
| Partido | Partido | Candidato               | Votos populares | Votos populares |
| Partido | Partido | Nome                    | Votos           | %               |
|         | PDT     | Gilmar Fiebig           | 1.523           | 3,03%           |
|         | PDT     | Aninha                  | 1.252           | 2,49%           |
|         | PDT     | João Rosalino Brisotto  | 1.106           | 2,20%           |
|         | PTB     | Barella                 | 1.044           | 2,08%           |
|         | PFL     | Rafael Testa            | 1.040           | 2,07%           |
|         | PTB     | Alderico Miola          | 912             | 1,81%           |
|         | PT      | Elio Spanhol            | 896             | 1,78%           |
|         | PMDB    | Plinio Costa Júnior     | 891             | 1,77%           |
|         | PMDB    | Carlinda Farina         | 860             | 1,71%           |
|         | PTB     | Biduca                  | 855             | 1,70%           |
|         | PT      | Anacleto Zanella        | 848             | 1,69%           |
|         | PDT     | Marcos Lando            | 840             | 1,67%           |
|         | PT      | Neide Lourdes Piran     | 811             | 1,61%           |
|         | PPB     | Alencar Luiz Rigo       | 807             | 1,61%           |
|         | PMDB    | Ernani Mello            | 802             | 1,60%           |
|         | PL      | Alessio 29              | 788             | 1,57%           |
|         | PSDB    | Adacir Geraldo Carlotto | 722             | 1,44%           |
|         | PPB     | Eni Scandolara          | 649             | 1,29%           |
|         | PDT     | Silvestre               | 581             | 1,16%           |
|         | PL      | Luiz Hilario Ronsoni    | 569             | 1,13%           |
|         | PPB     | Edson de Geroni         | 533             | 1,06%           |

#### Resumo geral
| Total de votos válidos  | Total de votos válidos  | 54.532 |
| Votos apurados          |                         |        |
| Votos válidos           | 96,51%                  | 50.275 |
| Votos em branco         | 1,88%                   | 970    |
| Votos nulos             | 1,61%                   | 837    |
| Total de votos apurados | Total de votos apurados | 52.091 |
| Eleitores               |                         |        |
| Comparecimento          | 89,02%                  | 52.091 |
| Abstenções              | 10,98%                  | 6.425  |
| Total de eleitores      | Total de eleitores      | 58.516 |